# Стеклов, Владимир Александрович
Влади́мир Алекса́ндрович Стекло́в (род. 3 января 1948, Караганда, Казахская ССР, СССР) — советский и российский актёр театра, кино и дубляжа.
Заслуженный артист РСФСР (1989). Народный артист РФ (2001).

## Биография
Родился 3 января 1948 года в Караганде. Отец Александр Густавович Финзеляу происходил из поволжских немцев (дед переехал в Россию из Пруссии), был арестован по 58-й статье и сослан в Караганду, где познакомился с Марией Гавриловной Стекловой (умерла в 2000 году). По словам актёра, отец был поражён в правах, не имел права жениться и заводить детей, поэтому сына записали под фамилией матери, а в свидетельстве о рождении в графе «отец» у него стоит прочерк.
В 1949 году вместе с матерью переехал в Астрахань, где проживала бабушка по материнской линии, которая и занималась воспитанием внука, в то время как Мария Гавриловна работала бухгалтером в тресте Астраханпромжилстрой. Отец остался в Караганде, впоследствии был реабилитирован и завёл новую семью. Владимир видел его дважды: в возрасте трёх-четырёх лет, когда бабушка отвезла его в Караганду, и после первого курса училища, когда он сам навестил отца и познакомился с единокровными братом и сестрой.
С девятого класса Владимир Стеклов занимался в театральной студии. В 1966 году окончил среднюю школу № 66 в Астрахани.
По окончании в 1970 году Астраханского театрального училища по специальности «Актёр драматического театра и кино» служил в Советской армии (в музыкальном взводе ГКНИИ ВВС им. Чкалова в Ахтубинске).
С 1972 года работал в Драматическом театре им. Островского в Кинешме.
С 1977 по 1982 годы работал актёром Камчатского драматического театра в Петропавловске-Камчатском.
С 1981 по 1989 годы Владимир Стеклов — актёр Московского драматического театра имени Станиславского.
1983 год — начал сниматься в кино.
С 1989 года служил в Театре имени Ленинского комсомола.
С 1996 года служит актёром театра «Школа современной пьесы».
В декабре 1997 года был допущен к спецподготовке для полёта на станцию «Мир». В июне-октябре 1999 года проходил общекосмическую подготовку по специальной программе участника космического полёта. 24 января — 15 марта 2000 года проходил подготовку в составе экипажа КК «Союз ТМ-30» вместе с космонавтами Сергеем Залётиным и Александром Калери, 14—15 марта успешно сдал комплексный экзамен, но из-за недостаточного финансирования проекта его организаторами во время съёмок фильма «Тавро Кассандры» (режиссёр Юрий Кара) в космос так и не полетел. Фильм в итоге был снят другим режиссёром без съёмок в космосе, но со Стекловым в главной роли, и вышел под названием «Воры и проститутки. Приз — полёт в космос».
С 2000 года играет также в Театре имени Моссовета, «Сатириконе» и Русской антрепризе Михаила Козакова, работает художественным руководителем театра «Художественная школа».
В 2011 году исполнил роль министра внутренних дел СССР Николая Щёлокова в серии «КГБ против МВД» документально-игрового мини-сериала «Казнокрады». В 2023 году сыграл в фильме «Пациент № 1» роль «министра-генерала», протитопом которого также стал Щёлоков.
Является художественным руководителем Московского Современного Художественного Театра.

## Личная жизнь
Первая жена — Людмила Михайловна Мощенская (род. 1952); дочь — Агриппина (род. 1973). Внуки — Даниил Стеклов (актёр МХТ имени А. П. Чехова и кино), Анна, Мария (падчерица Агриппины). В октябре 2018 года у артиста родился правнук Пётр (сын Даниила).
Вторая жена — Александра Захарова (род. 1962), актриса, народная артистка РФ (2001), лауреат двух Государственных премий РФ (1997, 2003). Брак продлился с 1991 по 2000 годы.
Третья жена — Ольга Викторовна Стеклова (Землянова; род. 1960), врач-стоматолог, доктор медицинских наук; дочь — Глафира (род. 1997) — окончила факультет журналистики МГУ. В 2015 году развёлся.
Четвёртая жена — Ирина Дерягина, которая младше актёра на 33 года. Регистрация состоялась в Тверском ЗАГСе 19 апреля 2018 года. Третья дочь, Арина, родилась 29 января 2018 года.

## Общественная позиция
В 2022 году поддержал вторжение России на Украину. 7 января 2023 года внесён в санкционный список Украины, предполагается блокировка активов на территории страны, приостановка выполнения экономических и финансовых обязательств, прекращение культурных обменов и сотрудничества, лишение украинских госнаград.
В 2024 году стал доверенным лицом кандидата в президенты России Владимира Путина.

## Театральные работы
- ? — «Идиот» Ф. Достоевского — князь Мышкин — Камчатский театр драмы и комедии
- 1982 — «Порог» Дударева — Андрей Буслай — Театр им. Станиславского
- 1985 — «Постояльцы» по повести Горького «Трое», — Илья Лунев — Театр им. Станиславского
- 1986 — «Дело» — Тарелкин — Театр им. Станиславского
- 1987 — «Дневник доктора Борменталя» («Собачье сердце» по Михаилу Булгакову) — Шариков — Театр им. Станиславского
- 1988 — «Танго» — Театр им. Станиславского
- ? — «Свои люди — сочтемся» — Рисположенский

1989 — Князь Удача Андреевич
- 1989 — «Поминальная молитва» — театр «Ленком»
- 1989 — «Ромул Великий» — театр «Ленком»
- 1994 — «Завтра суд» — Дмитрий Карамазов — Независимая труппа Валерия Саркисова
- 1995 — «…С приветом, Дон Кихот!» — театр «Школа современной пьесы»
- 1998—2002 — «А. Чехов. Чайка» — Тригорин. Режиссёр: Иосиф Райхельгауз — театр «Школа современной пьесы»
- 1995—1999 — «Антигона в Нью-Йорке» Я. Гловацкого. Режиссёр: Леонид Хейфец — театр «Школа современной пьесы»
- 1999 — «Записки русского путешественника» Е. Гришковец. Режиссёр: Иосиф Райхельгауз — театр «Школа современной пьесы»
- 2002 — «Событие» — театр «Школа современной пьесы»
- 2002 — «Город» Е. Гришковец. Режиссёр: Иосиф Райхельгауз — театр «Школа современной пьесы»
- 1995 — «Ричард II» — театр «Русский Глобус»
- 1996 — «Генрих IV» — театр «Русский Глобус»
- 1996 — «Бегущие странники». Режиссёр: Леонид Хейфец — Театр им. Моссовета
- 1997—2005 — «Милый друг» Ги де Мопассана. Режиссёр: Андрей Житинкин — Театр им. Моссовета
- 2002 — «Мужчины по выходным» В. Мережко, — инженер, Реж.: Валерий Саркисов — Театр им. Моссовета
- 1998—2001 — «Жак и его Господин» М. Кундера по роману Дени Дидро «Жак-фаталист и его Хозяин» — Господин. Режиссёр: Елена Невежина — театр «Сатирикон»
- 2000—2002 — «Играем Стринберг-блюз» Ф. Дюрренманта — Эдгар. Режиссёр: Михаил Козаков — «Независимая антреприза Михаила Козакова»
- 1998—2002 — «Лунный свет, медовый месяц…» Н. Кауард. Режиссёр: Татьяна Догилева
- 2003—2005 — «Мадам, мы едем в Акапулько» Ив Жамиак. Режиссёр: Ольга Шведова — Продюсерский центр Империал
- 2002 — «Любовь в двух действиях» А. Максимова — Театральное агентство Театрон-Н
- 15.11.2003 — премьера — «Мастер и Маргарита» М. Булгакова — Воланд. Режиссёр.: Валерий Белякович
- 2002—2005 — «Человек и джентльмен» Э. Де Филиппо. Режиссёр: Вадим Дубровицкий — La' Театр
- 2001—2011 — «Слухи» Н. Саймон — Ленни Ганц. Режиссёр: Вадим Дубровицкий — La' Театр
- 2004?—2005 — «Место, похожее на рай» А. Кирющенко — Люцифер — Продюсерская группа Комедия
- 2007 — «Сокровище острова Пеликан» Дж. Пристли. Режиссёр: Борис Морозов — Творческое объединение Телетеатр
- 2007—2012 — «Переполох в „Голубятне“» Жана Пуаре — Жильбер. Режиссёр: Нина Чусова — Театральное агентство Арт-партнёр XXI
- 2005?—2011 — «Триумф комиссара Оливье» Р. Тома. Режиссёр: Фаина Веригина — Проект «Театральный марафон»
- 2008?—2010 — «Руководство желающим жениться» А. П. Чехов. Режиссёры: Николай Скорик, В. Невинный — Проект «Театральный марафон»
- 2004—2010 — «Маленькие аферы большого города» Дарио Фо. Режиссёр: А. Кирющенко — Проект «Театральный марафон»
- 2006 — «Любовь по-французски» Нино Манфреди. Режиссёр: Наталья Леонова — Московский независимый театр
- 2007 — «Неаполитанские страсти» Э. Де Филиппо — Театр Миллениум
- 2010 — «Любовь длиною в ночь» В. Мережко. Режиссёр: Дмитрий Рачковский — Московский независимый театр
- 2011 — «Укрощение строптивой» по Шекспиру
- 2011 — «Сплошное надувательство или Во всем виновата собака» По мотивам произведений Д. Грациано и Дель Арте. Режиссёр: А. Кирющенко и А. Васютинский — Творческое объединение «Телетеатр»
- 2014 — «Женихи» по пьесе Н. В. Гоголя «Женитьба» — Жевакин. Режиссёр: Владимир Стеклов — Московский независимый театр
- 2015 — «Вишневый сад» А. П. Чехова — Гаев Леонид Андреевич. Режиссёр: Вадим Дубровицкий — La' Театр
- 2016 — «Анна Каренина» Л. Н. Толстого — Алексей Каренин. Режиссёр: Богдан Чернявский — Московский независимый театр
- 4 марта 2017 — премьера — «Игра» — Эндрю Уайк. Режиссёр: Сергей Алдонин — Театральная компания Сергея Алдонина
- 13 апреля 2017 — премьера — «Страсти по-французски» по пьесе А.Рейно-Фуртона «Мужчина и женщины». Режиссёр Владимир Стеклов — Московский Современный художественный театр

## Фильмография
- 1983 — Ураган приходит неожиданно — Захар Дудко
- 1983 — Соучастники — Цыплаков
- 1984 — Вера. Надежда. Любовь — Сорокин
- 1984 — Мёртвые души — Петрушка, слуга Чичикова
- 1985 — Корабль пришельцев — Мангулов, метеоролог
- 1986 — Наградить (посмертно) — Иван Барабанов, бандит «Скула»
- 1986 — Плюмбум, или Опасная игра — Василий Лопатов
- 1986 — Чужая белая и рябой — Коля «Цыган», «голубиный авторитет»
- 1987 — Гардемарины, вперёд! — Гусев, следователь
- 1987 — Без солнца — Бубнов, картузник
- 1987 — Пощёчина, которой не было — Анатолий Тарасович
- 1987 — Разорванный круг — Семён Орлов, экспедитор по снабжению
- 1988 — Вам что, наша власть не нравится?! — Чиженок
- 1988 — Радости земные — Адуев
- 1988 — Бомж — отец
- 1988 — Воры в законе — Владимир Александрович Петров, бармен
- 1988 — Стукач — Артур Васильевич Успенский
- 1988 — Происшествие в Утиноозёрске — Спартак Сергеевич Заборов
- 1988 — Узник замка Иф — Джованни Бертуччо
- 1989 — Жизнь по лимиту — Сухов
- 1989 — Идеальное преступление — Берман
- 1989 — Князь Удача Андреевич — Николай Иванович Кухтин, отец Севы
- 1989 — Криминальный квартет — Семён Ефимович Портной, следователь прокуратуры
- 1989 — Процесс — следователь Амелин
- 1990 — Когда святые маршируют — Юрий Таничев, любитель джаза, врач скорой помощи
- 1990 — Повесть непогашенной луны — Михаил Васильевич Фрунзе, председатель Реввоенсовета
- 1990 — Савой — Сергей Александрович Гусев
- 1991 — Дело — Иван Сидоров
- 1991 — Кремлёвские тайны шестнадцатого века — шут
- 1991 — Мой лучший друг — генерал Василий, сын Иосифа — Василий Сталин
- 1991 — Фирма приключений
- 1992 — Ближний круг — Хрусталёв
- 1992 — Вальс золотых тельцов
- 1992 — Увидеть Париж и умереть — Евгений Жутовский, бабник, наездник на бегах, сосед по коммуналке
- 1993 — Падение — Юри Данилевский
- 1993 — Приговор
- 1994 — Мастер и Маргарита — Азазелло, демон-убийца из свиты Воланда
- 1994 — Серп и молот — Сталин
- 1994 — 1995 — Петербургские тайны — Казимир Бодлевский / Ян Владислав Карозич, любовник Наташи
- 1995 — Трибунал (Швеция) —
- 1996 — Линия жизни — Дмитрий Антаров
- 1998 — Развязка Петербургских тайн — Карозич-Бодлевский
- 1998 — Му-му — Капитон
- 1998 — Горячая точка — Азиз-улла / Зуб
- 1999 — Д. Д. Д. Досье детектива Дубровского — Николай Лаптев, первый заместитель директора ФСБ
- 2000 — Я вам больше не верю — Егор Владимирович
- 2000 — Истинные происшествия — Василий Иванович Мякишев, элекртромонтёр
- 2001 — Ты да я, да мы с тобой — Серафим
- 2001 — Тайный знак — следователь Жоголь
- 2001 — Остановка по требованию 2 — сотрудник аппарата губернатора Роман Романович Чулков
- 2002 — Закон — Евгений Сомов, друг Ивана Скляра
- 2002 — Светские хроники — Василий Звонарёв, «отец» Антона
- 2002 — Виллисы — заказчик
- 2002 — Русские в городе ангелов — Малинин
- 2002 — Олигарх — полковник Беленький
- 2002 — Антикиллер 2: Антитеррор — Гладков, майор, начальник режима СИЗО
- 2003 — Чемоданы Тульса Люпера: От Сарка до конца — полковник Котчев
- 2003 — Каждый взойдёт на Голгофу
- 2004 — Воры и проститутки. Приз — полёт в космос — Женя Михайлов (Ювеналий)
- 2004 — Грехи отцов — Сергей Волков
- 2004 — Золотая голова на плахе — Шейкман
- 2004 — Русское — Зильберман
- 2004 — Шутка ангела — Ангел
- 2004 — Пограничный блюз / Border Blues — Малиников
- 2004 — Исцеление любовью — Юрий Марукин
- 2005 — Горыныч и Виктория — Николай Петрович Греков
- 2005 — Последний бой майора Пугачёва — Коваленко, начальник лагеря
- 2006 — Волчица — колдун-аферист
- 2006 — Псевдоним «Албанец» — Краснов
- 2006 — Всё включено — управляющий приморским отелем Евгений
- 2006 — 2007 — Кадетство — прапорщик / старший прапорщик Иван Адамович Кантемиров (Философ), старшина 1 роты
- 2007 — Консервы
- 2007 — Формула стихии — Калинин
- 2007 — Буровая — Фёдоров
- 2007 — Свадьба. Дело. Смерть — Тарелкин
- 2008 — Я лечу — Олег Викторович Лобов, главврач больницы
- 2008 — Непобедимый — Лямин, генерал
- 2008 — Вызов — Третьяков, бизнесмен
- 2009 — Братаны — Вениамин Константинович Зубов «Зуб»
- 2009 — Сёмин — Николай Слепнёв «Слепень»
- 2009 — Мой ласковый и нежный мент — Фёдор Ильич по прозвищу «Банзай»
- 2009 — Вторые — Мирзоев, комиссар госбезопасности
- 2009 — Ласковый май — председатель Гостелерадио
- 2009 — Ночь бойца — директор
- 2009 — Я покажу тебе Москву — Дмитрий Юрьевич Говоров, старший следователь по уголовным делам МУРа
- 2010 — Трава под снегом — отец Игоря
- 2010 — Лиговка — Григорий Макарович Шмаков, начальник 5 отделения УГРО на Лиговке
- 2010 — В лесах и на горах — купец Владимир Петрович Окаёмов
- 2010 — Брат за брата — Кравчук
- 2010 — Робинзон — командующий
- 2010 — Дом образцового содержания — Джокер
- 2010 — 2012 — Москва. Три вокзала — полковник Николай Николаевич Славин
- 2011 — Защита свидетелей — Василий Александрович Золотов, полковник в отставке
- 2011 — Наркомовский обоз — майор Лычко
- 2011 — Провинциал — Мирошниченко, следователь
- 2011 — Шоковая терапия
- 2011 — Костоправ — генерал Роман Романов
- 2011 — Рейдер — Александр Иванович Батраков, директор НИИ
- 2011 — Откровения — актёр
- 2011 — Ельцин. Три дня в августе — Павел Сергеевич Грачёв, командующий ВДВ СССР
- 2011 — 2012 — Топтуны — Геннадий Иванович Бирюков («Бирюк»), бизнесмен
- 2012 — Брат за брата 2 — Сергей Дмитриевич Кравчук (бывший начальник РУВД, глава района)
- 2013 — Солдаты. Снова в строю — генерал-лейтенант Самохин Андрей Степанович
- 2013 — Срочно в номер — Тимофей Курёхин
- 2013 — Гагарин. Первый в космосе — генерал Николай Петрович Каманин
- 2013 — Поезд на север — Максим Дмитриевич Калачёв «Калаш»
- 2013 — Первая осень войны — Зотов
- 2013 — Учитель в законе. Возвращение — «Князь», «вор в законе»
- 2014 — Джокер. Возмездие — священник
- 2014 — Метод Фрейда-2 — Платон Тимофеевич Епифанцев, отец Кирилла, бизнесмен
- 2014 — Разрывая замкнутый круг — Олег Иванович Тищенко, директор завода
- 2014 — Брат за брата 3 — Сергей Дмитриевич Кравчук
- 2014 — Синдром Шахматиста — криминальный авторитет Владимир Козлов
- 2015 — Точки опоры (2-я серия) — Владимир Михайлович Матвеев, начальник службы безопасности отеля
- 2015 — Свет и тень маяка — Тихон, вор в законе
- 2015 — Молодёжка — Илья Романович Пахомов
- 2016 — Куба — Николай Владимирович Захаров, начальник РОВД, полковник полиции
- 2016 — Бывшие — Сергей Алексеевич, начальник Александра Борисовича
- 2017 — В кейптаунском порту — Драматург
- 2017 — Только не они — Мэр, отец Мажора
- 2018 — Сто дней свободы — Павел Семёнович
- 2018 — Годунов — дьяк Андрей Щелкалов
- 2018 — Моя любимая свекровь. Московские каникулы — Пётр Ефимович Воскресенский, контр-адмирал в отставке
- 2019 — Анатомия убийства — Павел Михайлов, уголовник
- 2019 — Поздний срок — Брагин
- 2020 — Глубже! — художественный руководитель Главного Театра Страны
- 2020 — На скорости — Егор Матвеевич
- 2020 — Грозный — думный дьяк Андрей Щелкалов
- 2021 — Обитель — отец Зиновий, заключённый Соловецкого лагеря особого назначения, священник
- 2021 — Смертельный номер (вышел на экраны в 2021 году) — клоун «Сирота»
- 2021 — Архипелаг — Чернышёв
- 2021 — Начать сначала — Виктор Михайлович, отец Олега
- 2021 — Голем — Могучий, председатель
- 2021 — Выжившие: Огни — Петрович
- 2021 — Смерть манекенщицы — Степан Ильич
- 2022 — Нулевой пациент — Павел Евгеньевич, главред «Советской молодёжи»
- 2022 — Одна — начальник Князева
- 2022 — Абрек — Савельич
- 2022 — 13 Клиническая — Алексей Иванович, главврач
- 2022 — Папы против мам — дед
- 2022 — Высшая мера — Савелий Лукин / Бурелом
- 2023 — Пищеблок (11 серия) — Семён Валентинович, дед Артёма
- 2023 — Пациент № 1 — министр-генерал (прототип — Николай Щёлоков)[7]
- 2023 — Бизон: Дело манекенщицы — Степан Ильич Залесский
- 2023 — Волчий берег — Артём Кузьмич Баканов

- 2024 — Позывной «Пассажир» — водитель
- 2024 — Спойлер
- 2024 — Степные боги — дед Артём
- 2024 — ON и Она — отец Ксюши
- 2025 — Список Грехов — журналист

### Телеспектакли
- 1984 — Право на выбор — Сорокин
- 1986 — Встречная полоса — Олег Терёхин, водитель самосвала «ЗИЛ-ММЗ-4505»

### Документальное кино
- 2011 — Казнокрады (серия «КГБ против МВД») — министр МВД СССР Николай Щёлоков

## Награды и заслуги
- Почётное звание «Заслуженный артист РСФСР» (28 августа 1989 года) — за большие заслуги в области советского искусства[19]
- Почётное звание «Народный артист Российской Федерации» (6 июня 2001 года) — за большие заслуги в области искусства[1]
- Орден Почёта (25 марта 2025 года) — за вклад в развитие отечественной культуры и искусства, многолетнюю плодотворную деятельность[20]